# Качулата тънкотела маймуна
Качулатата тънкотела маймуна (Trachypithecus pileatus) е вид бозайник от семейство Коткоподобни маймуни (Cercopithecidae). Видът е световно застрашен, със статут Уязвим.

## Разпространение и местообитание
Разпространен е в Бангладеш, Бутан, Индия и Мианмар.